# Шах-Сафи, Хасан
Хасан Шах-Сафи (англ.  Hassan Shah-Safi) — иранский военачальник, бригадный генерал.
С августа 2008 г. — командующий ВВС Вооружённых сил ИРИ. Сменил на этом посту бригадного генерала Ахмада Мигани.